# Гідрокортизон
Гідрокортизон — це назва гормону кортизолу, коли він поставляється як ліки.
Застосування включає такі стани, як адренокортикальна недостатність, адреногенітальний синдром, високий рівень кальцію в крові, Тиреоїдит, ревматоїдний артрит, дерматит, астма та ХОЗЛ. Це засіб вибору при недостатності кори надниркових залоз. Його можна вводити перорально, місцево або ін'єкційно. Припинення лікування після тривалого застосування слід проводити повільно.
Побічні ефекти можуть включати зміни настрою, підвищений ризик інфекції та набряк (набряк). При тривалому застосуванні поширені побічні ефекти включають остеопороз, розлад шлунка, фізичну слабкість, легке утворення синців і кандидоз (грибкові інфекції). Незрозуміло, чи безпечно це використовувати під час вагітності. Гідрокортизон є глюкокортикоїдом і діє як протизапальний засіб та пригнічує імунітет.
Гідрокортизон був запатентований у 1936 році та схвалений для медичного використання в 1941 році. Він входить до списку основних лікарських засобів Всесвітньої організації охорони здоров'я. Він доступний як загальний препарат. У 2021 році це був 192-й лік, який найчастіше призначають у Сполучених Штатах, з більш ніж 2 мільйонів рецептів.

## Медичне використання
Гідрокортизон — це фармацевтичний термін для кортизолу, який використовується для перорального введення, внутрішньовенних ін'єкцій або місцевого застосування. Його використовують як імуносупресивний препарат, який вводять ін'єкційно для лікування важких алергічних реакцій, таких як анафілаксія та ангіоневротичний набряк, замість преднізолону у пацієнтів, які потребують лікування стероїдами, але не можуть приймати пероральні препарати, а також після операції у пацієнтів, які отримують тривале лікування стероїдами. для запобігання наднирковому кризу. Його також можна вводити в запалені суглоби, наприклад, при подагрі.
Його можна застосовувати місцево при алергічних висипаннях, екземі, псоріазі, свербінні та інших запальних захворюваннях шкіри. Топічні креми та мазі з гідрокортизоном доступні в більшості країн без рецепта в концентрації 0,05 %-2,5 % (залежно від місцевих норм), а сильніші форми доступні лише за рецептом.[джерело?]
Його також можна використовувати ректально в супозиторіях для зняття набряку, свербіння та подразнення при геморої.

Його можна використовувати як ацетатну форму (гідрокортизону ацетат), яка має дещо іншу фармакокінетику та фармакодинаміку.

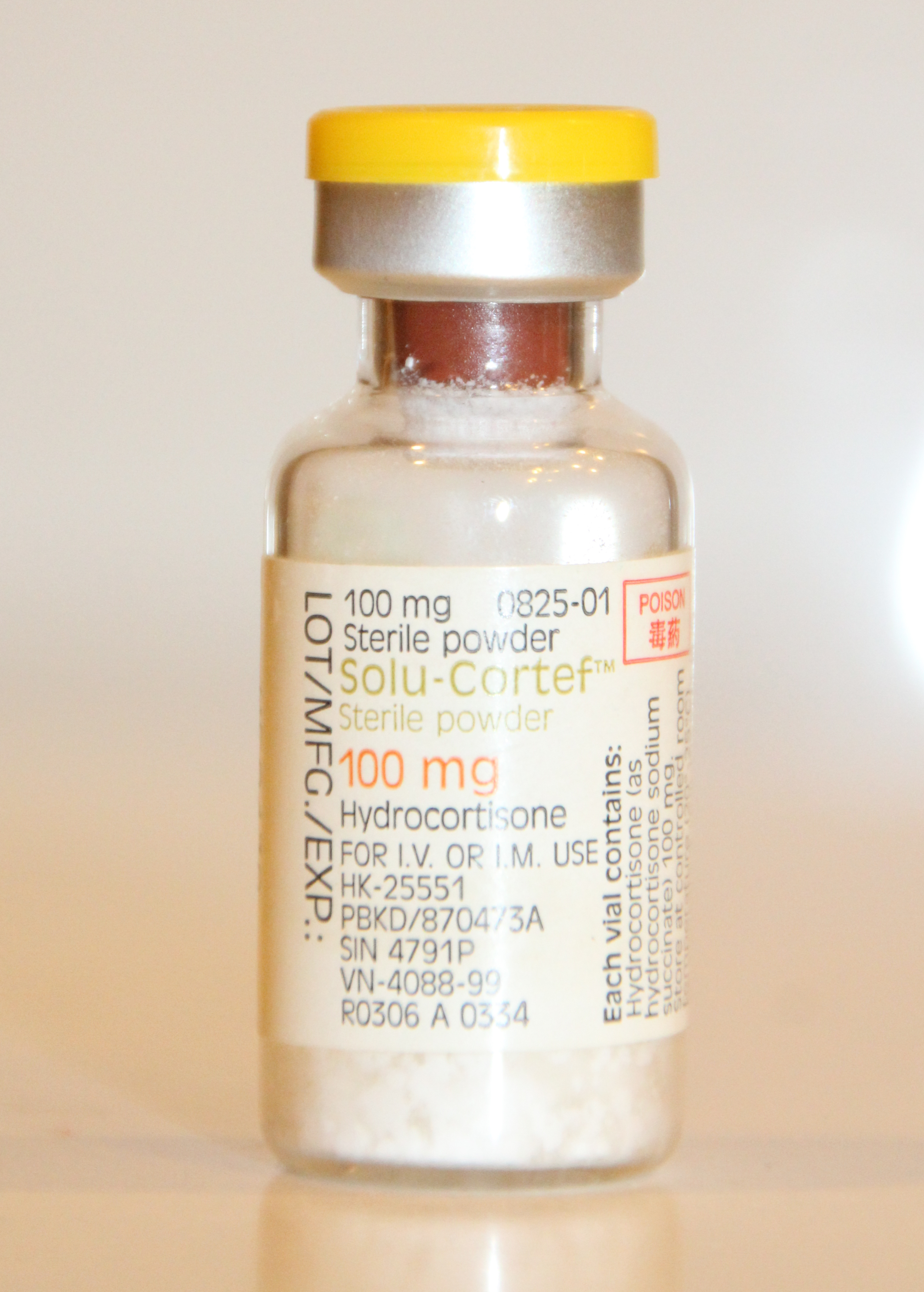
Гідрокортизон для ін'єкцій
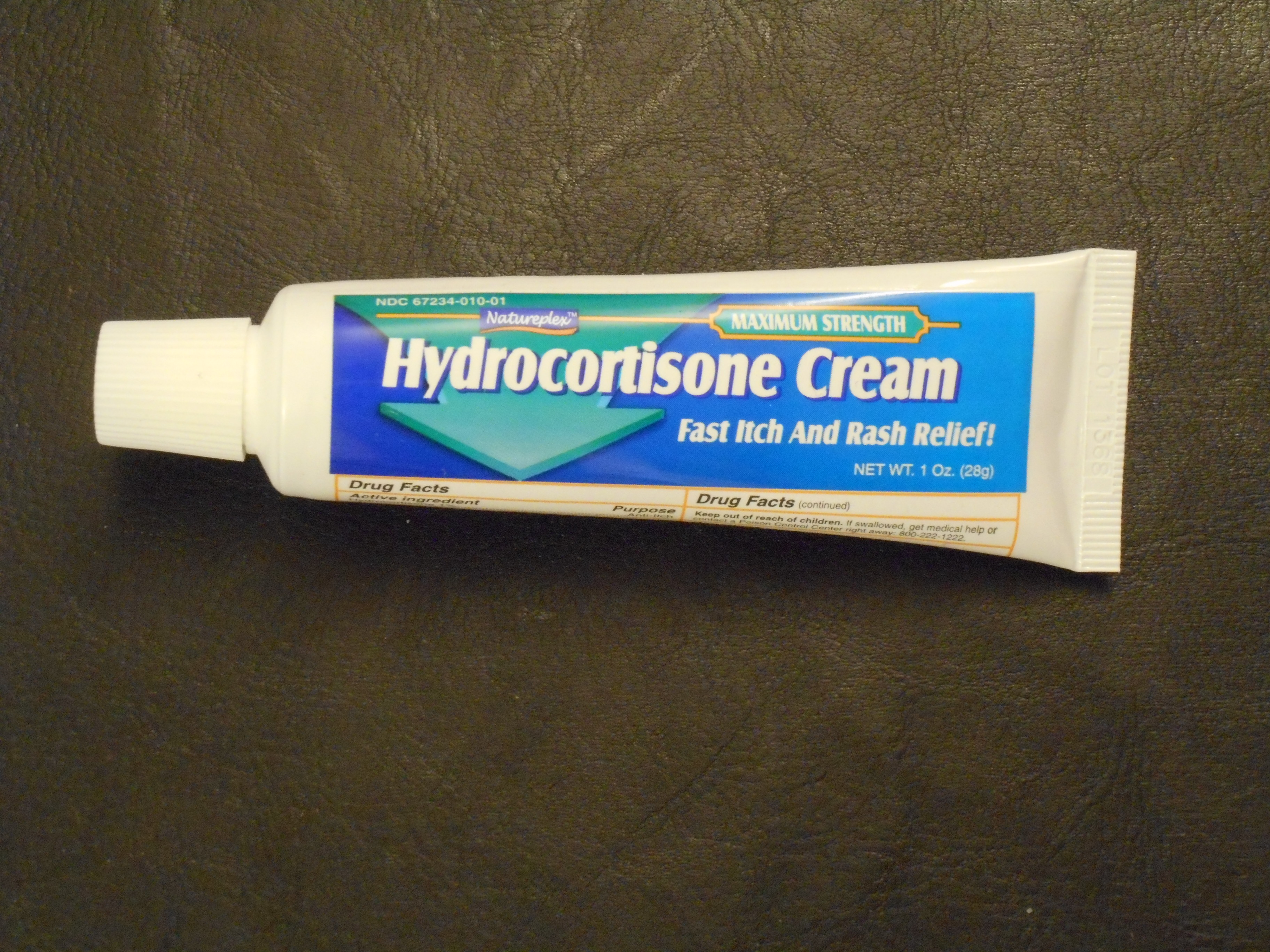
Тюбик крему з гідрокортизоном, придбаний у вільному продажу[en])
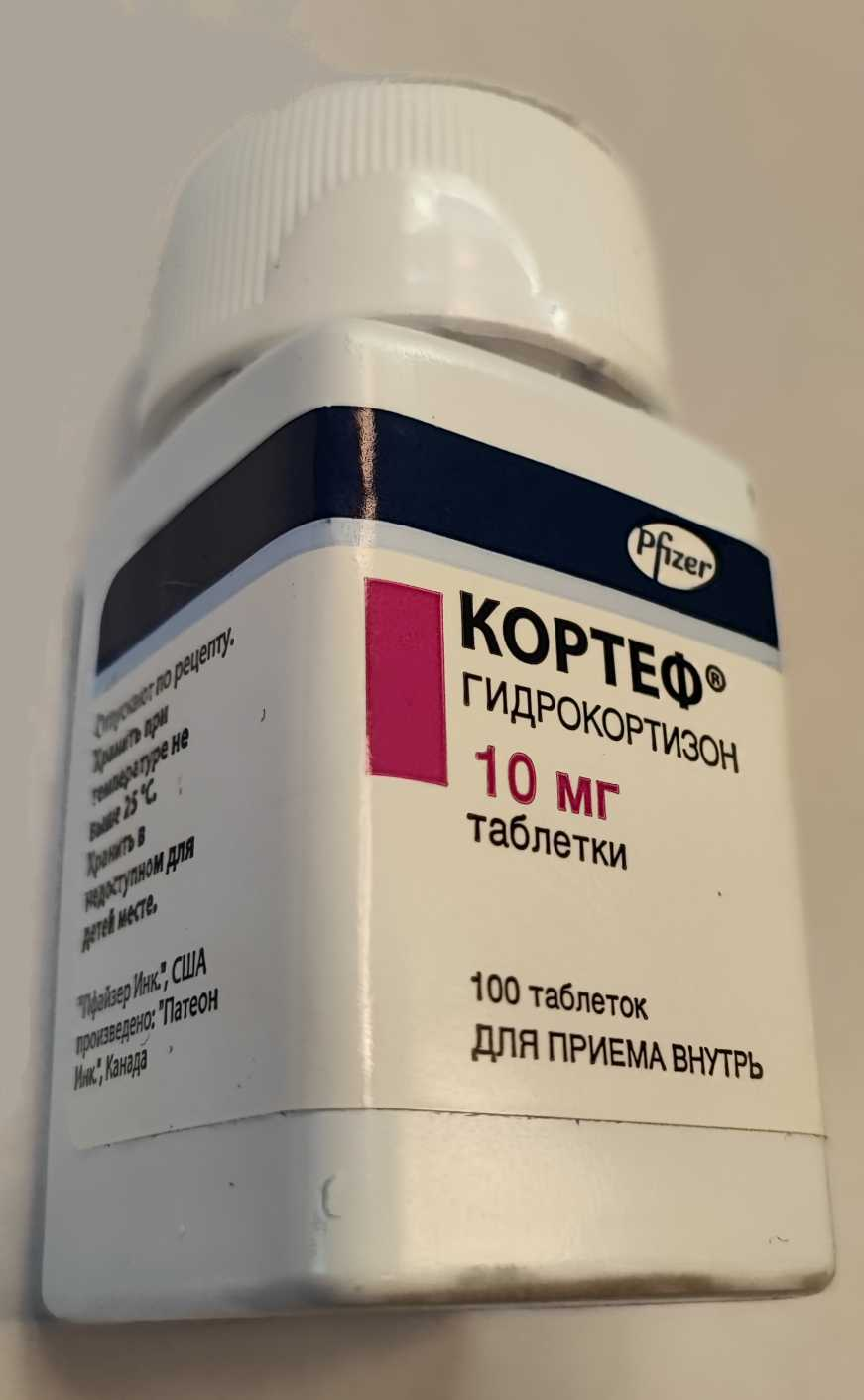
Гідрокортизон 10 мг таблетки для приймання в середину

## Фармакологія

### Фармакодинаміка
Гідрокортизон є кортикостероїдом, який діє як глюкокортикоїд і як мінералокортикоїд. Тобто він є агоністом глюкокортикоїдних і мінералокортикоїдних рецепторів.
Гідрокортизон має низьку ефективність порівняно з синтетичними кортикостероїдами. Для прикладу, преднізолон — близько 4 разів сильніше, а дексаметазон — приблизно в 40 разів разів сильніше за гідрокортизон чинять протизапальну дію. Преднізолон також можна використовувати як заміну кортизолу, і в дозах заміни (а не протизапальних рівнях) преднізолон близько 8 разів сильніше кортизолу. Також було розглянуто та узагальнено еквівалентні дози та відносну ефективність гідрокортизону порівняно з різними іншими синтетичними кортикостероїдами.
Рівень ендогенного виробництва кортизолу становить приблизно від 5,7 до 9,9 мг/м2 на добу, що відповідає оральній дозі гідрокортизону приблизно від 15 до 20 мг/добу (для людини вагою 70 кг). В одному огляді описано щоденне вироблення 10 мг кортизолу у здорових добровольців і повідомили, що щоденне вироблення кортизолу може збільшитися до 400 мг в умовах сильного стресу (наприклад, хірургічне втручання).
Визначено загальну та/або вільну концентрацію кортизолу/гідрокортизону, необхідну для різних глюкокортикоїдних ефектів.

### Фармакокінетика

#### Поглинання
Біодоступність перорального гідрокортизону становить приблизно 96 % ± 20 %(SD). Фармакокінетика гідрокортизону є нелінійною. Піковий рівень перорального гідрокортизону становить 15,3 ± 2,9 (SD) мкг/л на 1 доза мг. Час досягнення максимальної концентрації перорального гідрокортизону становить 1,2 ± 0,4 (SD) години.
Місцеве черезшкірне всмоктування гідрокортизону значно варіює залежно від експериментальних обставин і, як повідомлялося, у різних дослідженнях коливається від 0,5 до 14,9 %. Деякі ділянки шкіри, такі як калитка та вульва, поглинають гідрокортизон набагато ефективніше, ніж інші місця нанесення, наприклад передпліччя. В одному дослідженні кількість абсорбованого гідрокортизону коливалася від 0,2 % до 36,2 % залежно від місця нанесення, причому кулька стопи мала найнижче поглинання, а мошонка — найвище. Поглинання гідрокортизону вульвою коливалося від 4,4 до 8,1 % порівняно з 1,3-2,8 % для руки в різних дослідженнях і суб'єктах.

#### Розподіл
Більшість кортизолу в крові (усі, крім приблизно 4 %) зв'язуються з білками, включаючи глобулін, що зв'язує кортикостероїди (CBG), і сироватковий альбумін. У фармакокінетичному огляді зазначено, що 92 % ± 2 % (SD) (92–93 %) гідрокортизону зв'язується з білками плазми. Вільний кортизол легко проходить через клітинні мембрани. Всередині клітин він взаємодіє з рецепторами кортикостероїдів.

#### Метаболізм
Гідрокортизон метаболізується 11β-гідроксистероїддегідрогеназами (11β-HSDs) у кортизон, неактивний метаболіт. Він додатково 5α-, 5β- і 3α-відновлюється до дигідрокортизолів, дигідрокортизонів, тетрагідрокортизолів і тетрагідрокортизонів.

#### Елімінація
Період напіввиведення гідрокортизону коливається приблизно від 1,2 до 2,0 (SD) години, в середньому близько 1,5 годин, незалежно від перорального чи парентерального введення. Тривалість дії системного гідрокортизону вказана від 8 до 12 години.

## Хімія
Гідрокортизон, також відомий як 11β,17α,21-тригідроксипрегн-4-ен-3,20-діон, є природним стероїдом прегнану. Існує різноманітність ефірів гідрокортизону, які продаються для медичного використання.

## Суспільство і культура

### Правовий статус
У березні 2021 року Комітет з лікарських засобів для людини (CHMP) Європейського агентства з лікарських засобів (ЄАЛЗ) прийняв позитивний висновок, рекомендувавши надати дозвіл на продаж лікарського засобу Ефмоді, призначеного для лікування вродженої гіперплазії надниркових залоз (CAH) у людей віком від дванадцяти років. Заявником цього лікарського засобу є Diurnal Europe BV. Гідрокортизон (Efmody) був схвалений для медичного застосування в Європейському Союзі в травні 2021 року для лікування вродженої гіперплазії надниркових залоз (ВГН) у людей віком від дванадцяти років.

### Антиконкурентні практики
У Великій Британії Управління з питань конкуренції та ринків (CMA) завершило розслідування постачання таблеток гідрокортизону, виявивши, що з жовтня 2008 року постачальники ліків Auden McKenzie та Actavis plc стягували «надмірні та несправедливі ціни» за таблетки 10 мг та 20 мг і уклав угоди з потенційними конкурентами, заплативши компаніям, які погодилися не вводити гідрокортизон на ринок і дозволив Auden McKenzie і Actavis постачати «генерики», а не фірмові продукти, і таким чином уникнути контролю за цінами, доки на ринок не вийдуть інші компанії. Auden і Actavis понад десять років стягували з Національної служби охорони здоров'я Великобританії завищені кошти. Компанії, причетні до цього порушення конкурентного законодавства, оштрафували на загальну суму понад 255 мільйонів фунтів стерлінгів.

## Дослідження

### COVID 19
Було встановлено, що гідрокортизон ефективний у зниженні рівня смертності тяжкохворих пацієнтів з COVID-19 порівняно з іншим звичайним лікуванням або плацебо.